# Botula cablei
Botula cablei är en plattmaskart. Botula cablei ingår i släktet Botula och familjen Botulidae. Inga underarter finns listade i Catalogue of Life.